# أدلين جيو-كاريس
أدلين جيو-كاريس (بالإنجليزية: Adeline Geo-Karis)‏ (و. 1918 – 2008 م) هو ضابط، سياسي من الولايات المتحدة الأمريكية .

## التعليم
تعلم في جامعة نورث وسترن في.